# Bolbitis
Bolbitis es un género de helechos perteneciente a la familia  Dryopteridaceae. Contiene 150 especies descritas y de estas solo 58 aceptadas. Destacan en este género las especies Bolbitis heteroclita y Bolbitis heudelotii, utilizadas en acuariofilia como plantas acuáticas.

## Descripción
Son helechos terrestres o hemiepífitos; con rizoma rastrero, escamoso; hojas dimorfas; pecíolos glabros a dispersamente escamosos, en la hoja fértil generalmente más largo que la lámina; lámina simple (muchas especies en estado juvenil) o pinnada a menos comúnmente 2-pinnatífida, generalmente glabra; algunas especies producen yemas prolíferas en el extremo distal del raquis o en las axilas de las pinnas; nervios areolados, nérvulos incluidos libres hasta 1- o 2-bifurcados o a veces ausentes; esporangios generalmente cubriendo toda la superficie abaxial de la lámina fértil, indusio y paráfisis ausentes, esporas monoletas, aladas.

## Taxonomía
El género fue descrito por Heinrich Wilhelm Schott  y publicado en Gen. Fil. t. 14. 1834.  La especie tipo es: Bolbitis serratifolia (Mert. ex Kaulf.) Schott.

## Especies
- Bolbitis acrostichoides (Afz. ex Sw.) Ching
- Bolbitis aliena (Sw.) Alston
- Bolbitis angustipinna (Hayata) Ito
- Bolbitis appendiculata (Willd.) Iwatsuki
- Bolbitis auriculata (Lam.) Alston
- Bolbitis bernoullii (Kuhn ex H. Christ) Ching
- Bolbitis bipinnatifida (Mett) Ching
- Bolbitis cadieri (Christ) Ching
- Bolbitis christensenii (Ching) Ching
- Bolbitis confertifolia Ching
- Bolbitis costata (Wall. ex Hook.) Ching
- Bolbitis crispatula (Wall.) Ching
- Bolbitis fluviatilis (Hook.) Ching
- Bolbitis gaboonensis (Chr.) Ching
- Bolbitis gemmifera (Hier.) C. Chr.
- Bolbitis hainanensis Ching & C.H.Wang
- Bolbitis hastata (E. Fourn.) Hennipman
- Bolbitis hekouensis Ching
- Bolbitis hemiotis (Maxon) Ching
- Bolbitis heteroclita (Presl) Ching - Helecho de acuario
- Bolbitis heudelotii (Bory) Alston - Helecho del Congo
- Bolbitis humblotii (Bak.) Ching
- Bolbitis interlineata (Copel.) Ching
- Bolbitis latipinna Ching
- Bolbitis laxireticulata K.Iwats.
- Bolbitis lindigii (Mett.) Ching
- Bolbitis lonchophora (Kunze) C.Chr.
- Bolbitis longiflagellata (Bonap.) Ching
- Bolbitis major (Bedd.) Hennipman
- Bolbitis media Ching & Chu H.Wang
- Bolbitis nicotianifolia (Sw.) Alston
- Bolbitis nodiflora (Bory in Belang.) Fraser-Jenkins
- Bolbitis novoguineensis Hennipman
- Bolbitis oligarchica (Baker) Hennipman
- Bolbitis palustris (Brackenr.) Hennipman
- Bolbitis pandurifolia (Hook.) Ching
- Bolbitis pergamentacea (Maxon) Ching
- Bolbitis portoricensis (Spreng.) Hennipman
- Bolbitis presliana (Fée) Ching
- Bolbitis quoyana (Gaud.) Ching
- Bolbitis rawsonii (Bak.) Ching
- Bolbitis repanda (Bl.) Schott
- Bolbitis rhizophylla (Kaulf.) Hennipman
- Bolbitis riparia R.C.Moran & B.Øllg.
- Bolbitis rivularis (Brackenr.) Ching
- Bolbitis sagenioides (Kuhn) Ching
- Bolbitis salicina (Hook.) Ching
- Bolbitis scalpturata (Fée) Ching
- Bolbitis scandens W.M.Chu
- Bolbitis semicordata (Bak.) Ching
- Bolbitis semipinnatifida (Fée) Alston
- Bolbitis serrata (Kuhn) Ching
- Bolbitis serratifolia (Mert. ex Kaulf.) Schott
- Bolbitis simplex R.C.Moran
- Bolbitis sinensis (Bak.) K.Iwats.
- Bolbitis singaporensis Holtt.
- Bolbitis sinuata (C.Presl) Hennipman
- Bolbitis subcordata (Copel.) Ching
- Bolbitis subcrenata (Hook. & Grev.) Ching
- Bolbitis taylorii (Bailey) Ching
- Bolbitis tibetica Ching & S.K.Wu
- Bolbitis tonkinensis (C.Chr. ex Ching) K.Iwats.
- Bolbitis umbrosa (Liebm.) Ching
- Bolbitis vanuaensis Brownlie
- Bolbitis virens (Hook. & Grev.) Schott